# 聖達菲區 (巴拿馬)

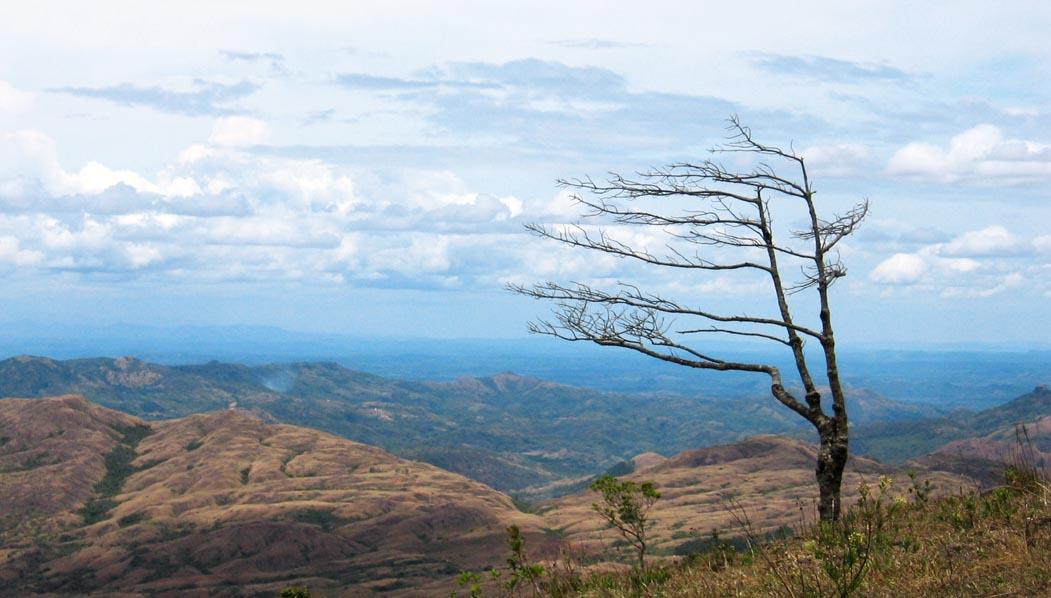

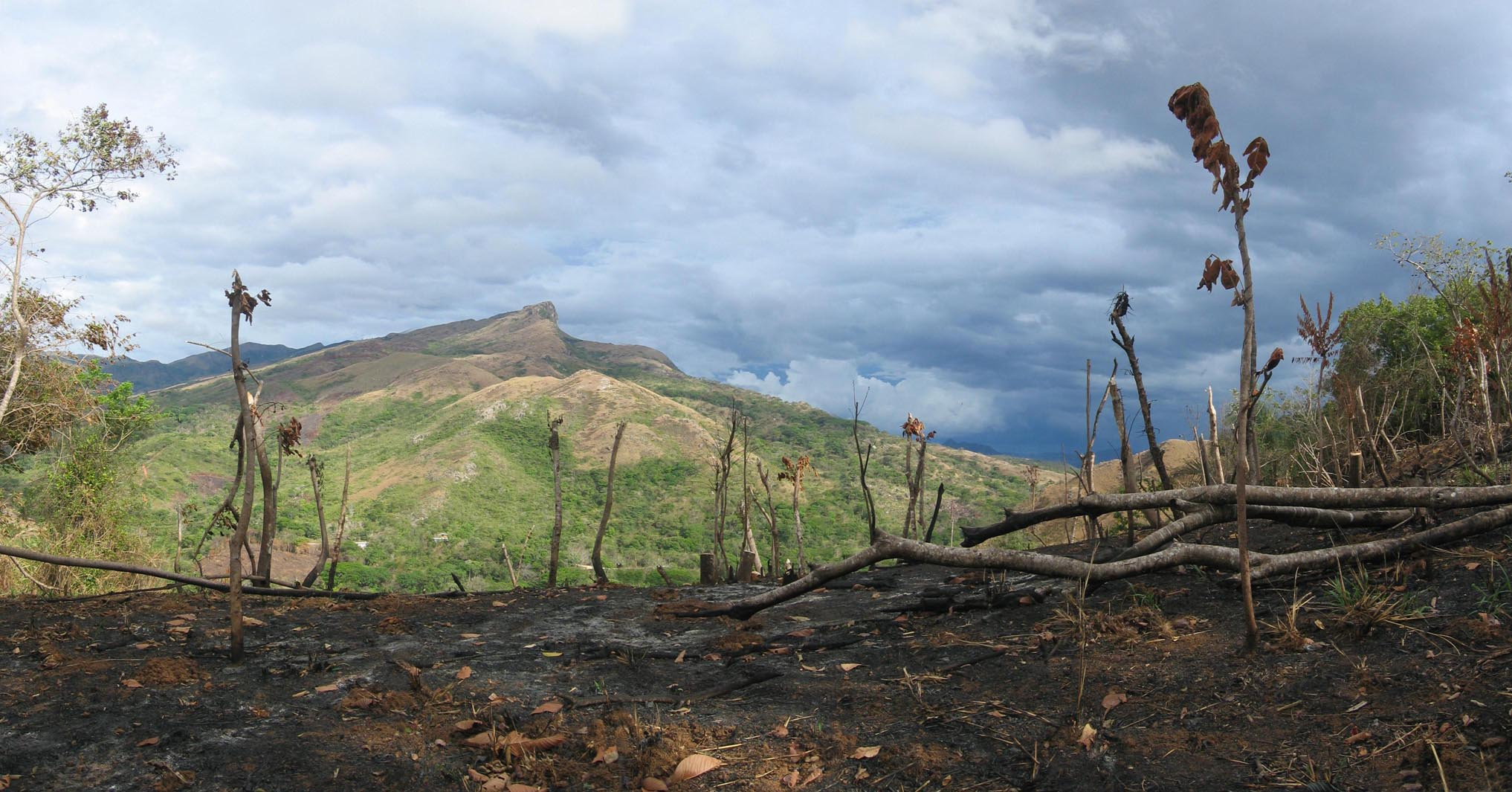

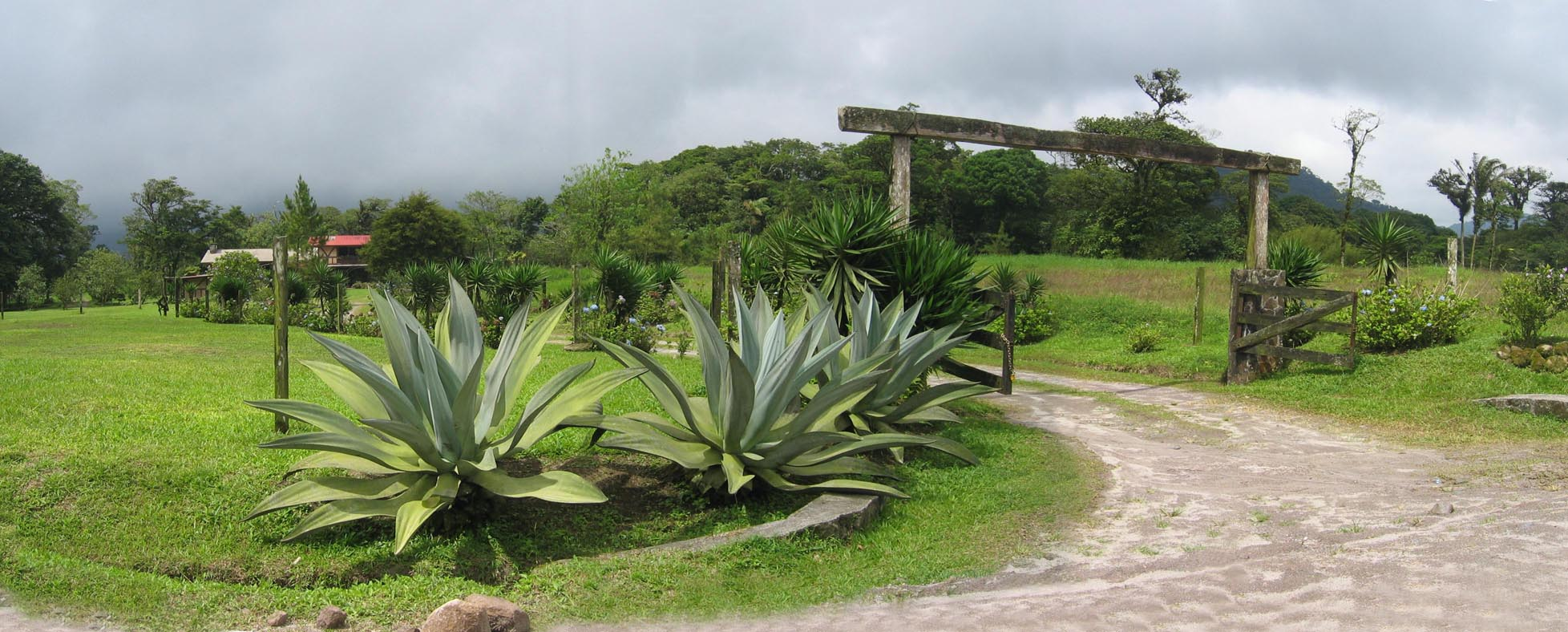

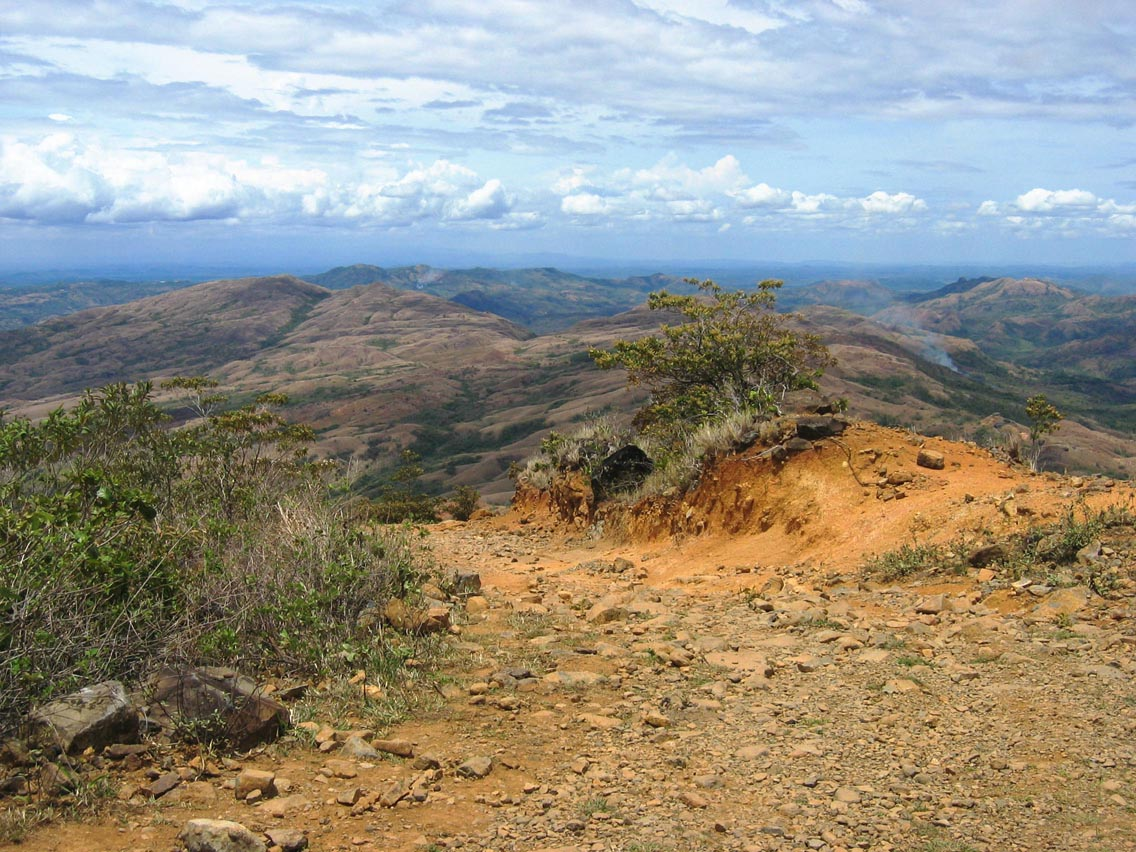

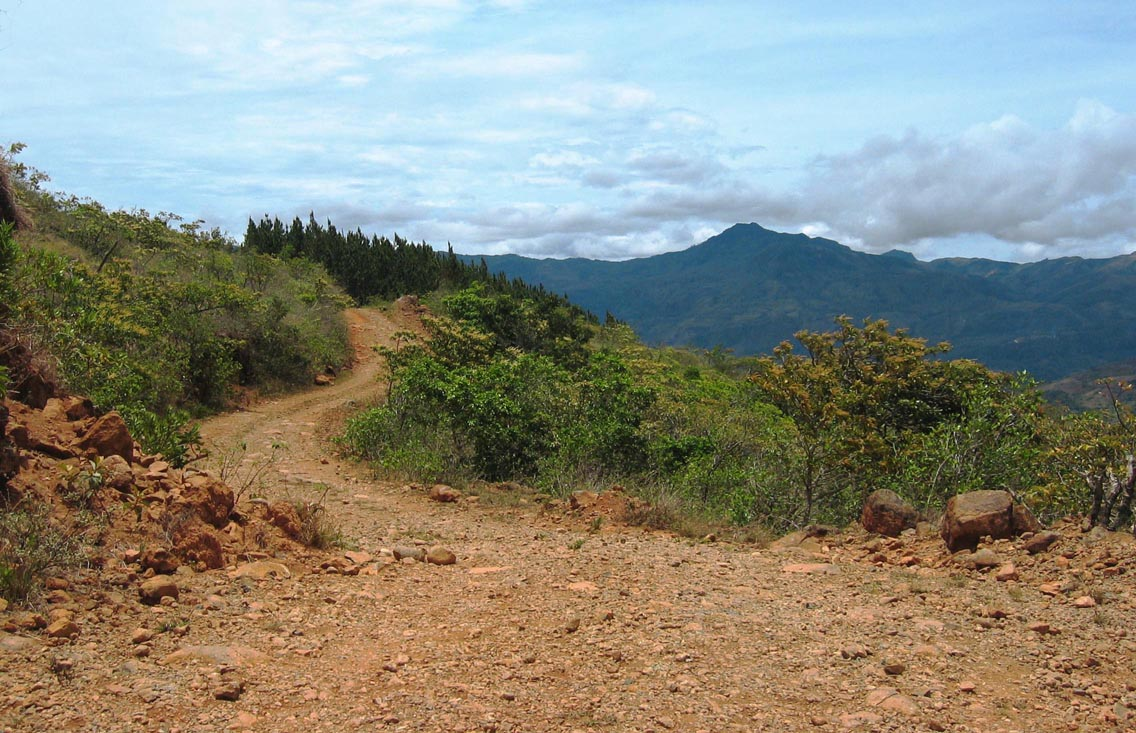

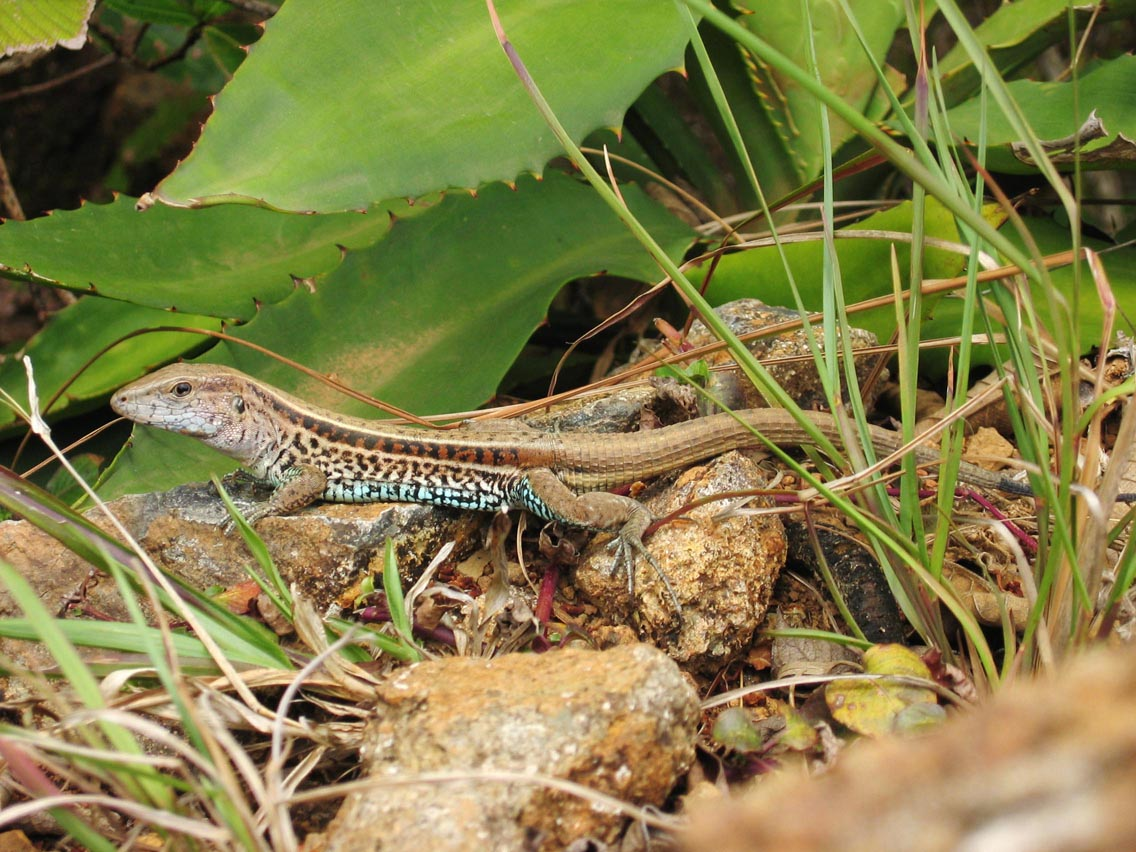

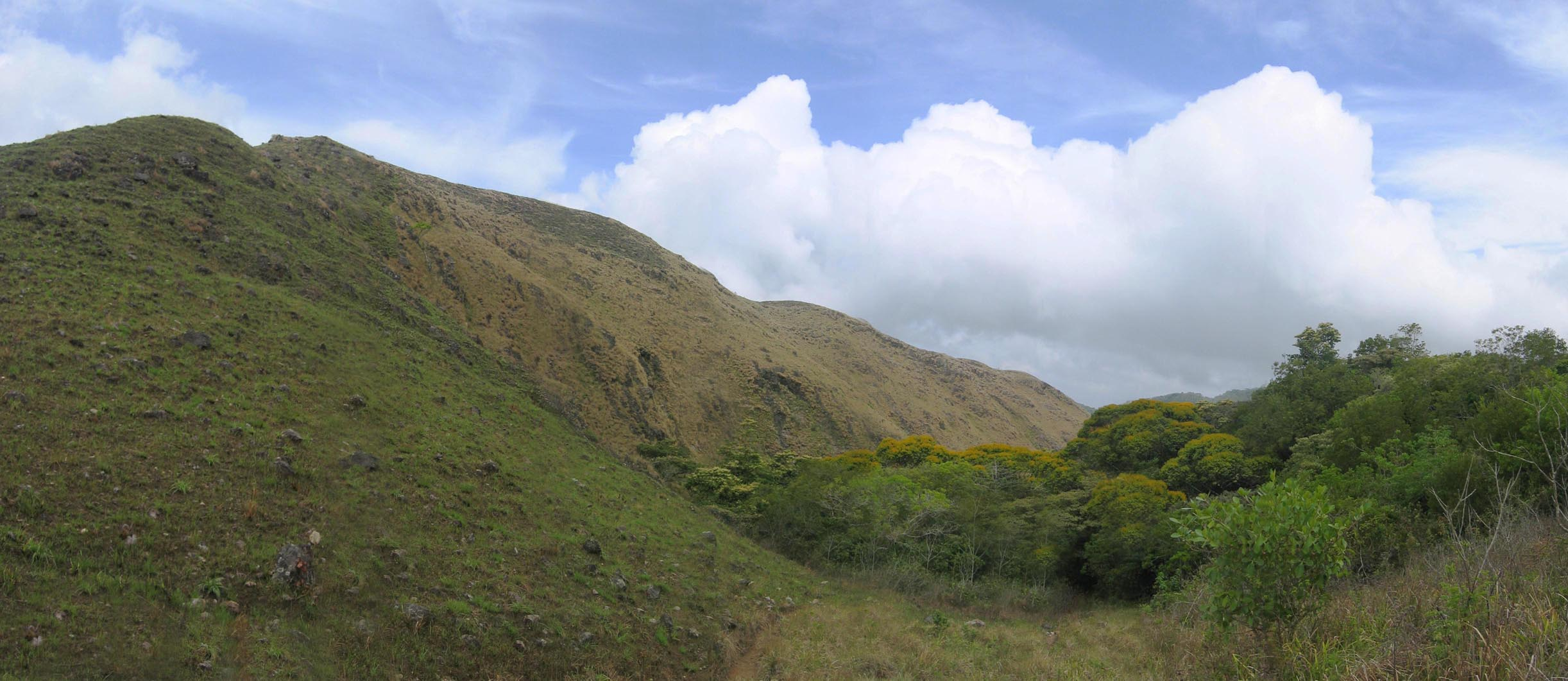

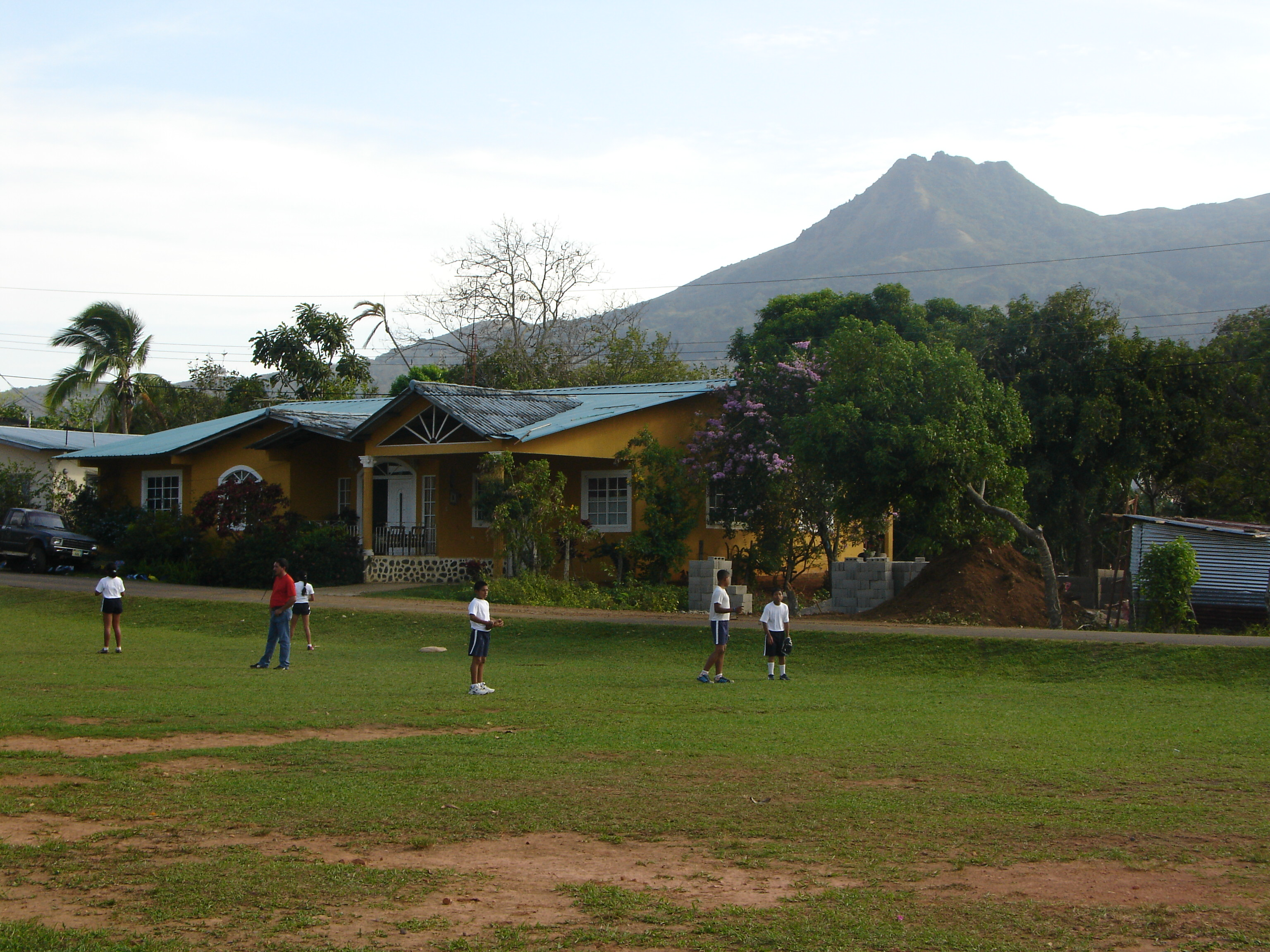

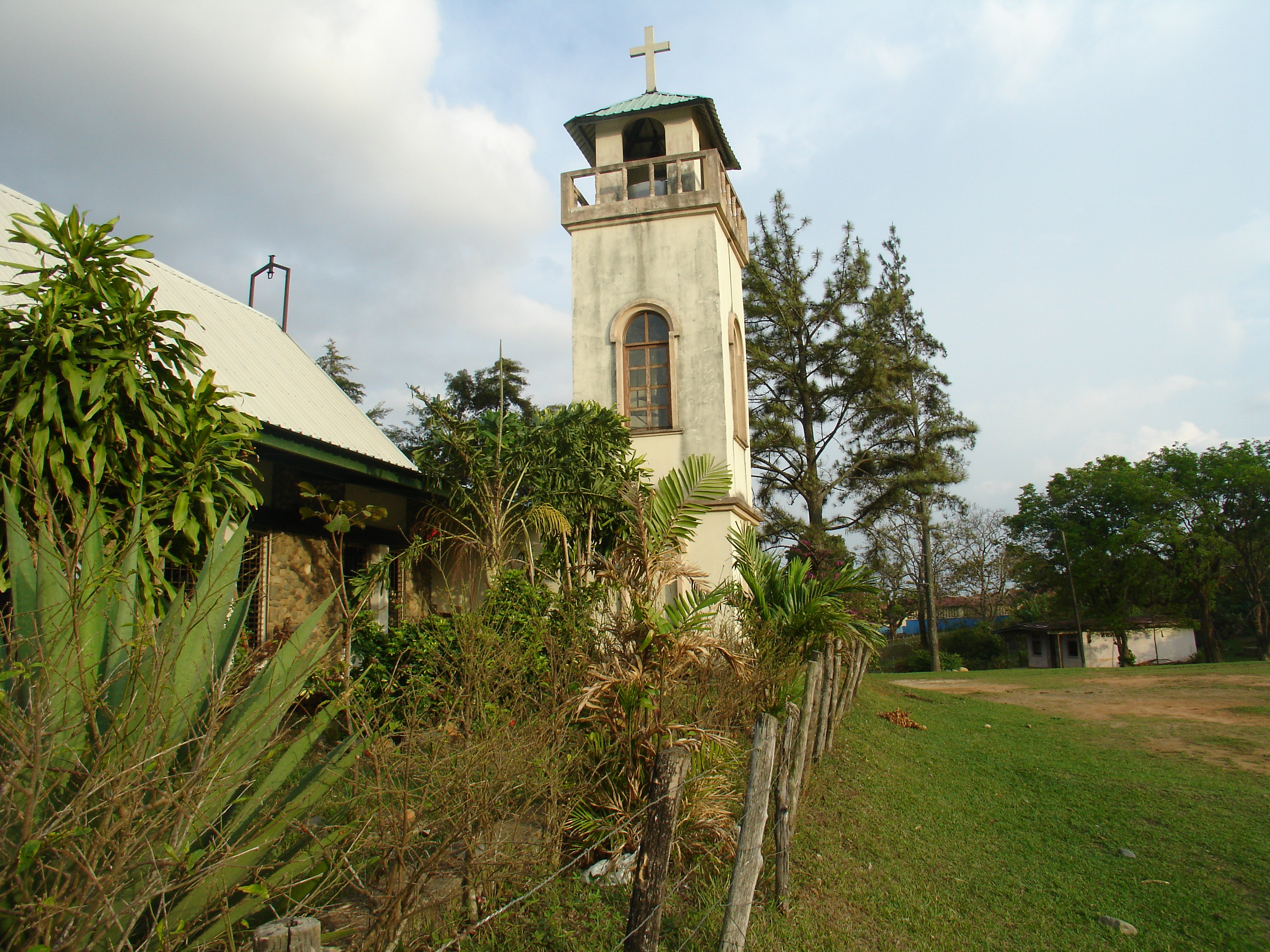

8°30′N 81°4′W / 8.500°N 81.067°W
聖達菲區（西班牙語：Distrito de Santa Fe），是巴拿馬的一個行政區，位於該國中西部，由貝拉瓜斯省負責管轄，始建於1855年，面積1,921平方公里，2010年人口15,585，人口密度每平方公里8.11人。